# 南通兴东国际机场
南通兴东国际机场（也称南通机场），位于南通市区东北的通州區兴东街道（原兴东镇），距市中心直线距离约18公里，并和宁通、盐通等高速公路连接。占地面积约3000亩，于1992年底竣工，次年投入使用，机场距南通市区10公里、上海虹桥国际机场约120公里，距离上海站约126公里，在机场西南端3.5公里处有宁启高速和沿海高速入口，贯通苏通大桥和崇启大桥。

## 机场概况
目前，机场飞行区等级指标4D，并兼顾E类飞机的起降要求；机场跑道长度3400m（2100m沥青道面，1300m混凝土道面），总宽60m，含两侧道肩各7.5m，平行滑行道1911m，总宽44m，含两侧道肩各10.5m，跑道道面等级强度：64/R/B/W/T，跑道标高4.93m；航站楼面积6000m2，停机坪面积52000m2，货站面积4600m2；设有无线电通信导航系统、双向进近仪表着落系统、助航灯光系统、气象自动观测系统。配有齐全的有线通信、供电、供水和飞机供油系统。
南通兴东机场先后开通了北京、天津、广州、沈阳、深圳、青岛、厦门、武汉、成都、大连、温州、郑州、南京、长沙、重庆、南昌、昆明等地航线。目前，通达国内10个城市，开通了至深圳的货运航班。2011年，累计完成旅客吞吐量249494人次，完成货邮吞吐量7708.96吨，共安全保障各类飞机起降27538架次，其中，保障航班3326架次，同比增长2.78%。
南通兴东机场净空条件良好、区位优势凸显，目前已有东方航空、上海航空、春秋航空、吉祥航空、深圳航空、天津航空、扬子江快运航空等航空公司在机场集中飞训。其中东方航空公司建立了飞训基地，中国民航校飞中心东方基地已选址南通兴东机场，上海中意通用航空公司在通设立了基地，华夏航空工程技术有限公司现已在机场内建立筹建处。

### 空中交通服务
上海终端管制中心负责南通兴东国际机场的进离场、进近管制服务。
- ATIS：126.875MHz
- 塔台：118.2MHz（130.0MHz）

## 历史
1936年，南通城段家坝南建有简易飞行场，占地20亩，场地建有水泥墩为起降标志，有教练机在此作飞行训练，偶有小型运输机在此停落。
1946年，国民政府南通驻军加以修建，修筑长900米，宽8米的石基煤屑跑道，并建有机库1座，官长休息室3间，警卫室2间。解放前夕逐渐废弃，场地荒芜。
上世纪50年代后，飞行场退耕为田。
大跃进时期，江苏省交通厅在南通县兴东镇，投资修建兴东机场。1959年2月22日，南通组成兴东机场建设领导小组。兴东机场征地24.66万平方米。翌年11月15日正式动工，1960年4月27日全部竣工。民航上海管理局、江苏省局、南通专署交通局等单位组织验收。验收通过后，11月26日正式开辟了南通至南京航线。
由于缺乏客货源，1961年10月，民航南通站停航，机场作农业飞行基地使用。1962年5月16日机场关闭。同年7月，除跑道、滑行道、停机坪、公路、房屋外，其余14.54万平方米土地均被南通县安复人民公社开垦种植，但房屋产权仍属民航部门。机场留存的40万平方米国有土地，为日后重建机场提供了条件。
1984年，南通市人民政府、江苏省人民政府要求重建机场。次年，获得国务院、中央军委同意，总投资5000万元，民航部门出资2000万元，其余由地方政府自行解决。1986年1月，已征地110万平方米，拆迁费用由5000万元提高到8000万元。
1989年5月，国家民航总局批准了南通兴东机场设计和总概算，1990年8月国家计委批准，1991年10月18日正式奠基，1992年12月31日，兴东机场建设工程经国家验收合格。
兴东机场共投资1.23亿元，征用土地119.89公顷。1993年元旦南通兴东机场首航成功，8月24日正式通航。机场使用性质为民用航空运输机场，是江苏省最早投入使用的民用机场。
通航初期，由中国南方航空公司B737飞机开辟了至广州往返航线，是年8月28日，中国国际航空公司开辟了南通至北京往返航线，机型B737。
1994年3月30日，厦门航空开辟了南通至厦门往返航线，机型亦为B737。
至1999年底，北京航线航班已达每周7班；广州、厦门航线班也稳定在每周3个班次。
1995-1998年，民航南通站还相继开通国内部分城市航线，均因缺乏客、货源，营运一段时间后停航。具体情况为：1994年8月19日至10月28日，开通南通至南京往返航线航班，由南方航空公司湖北分公司承运，机型为肖特360；1995年7月8日-1998年3月28日开通深圳-南通-大连往返航线航班，由南方航空公司深圳分公司承运，机型为B737；1997年3月30日至10月25日，开通南通-武汉-成都往返航线航班，由中国西南航空公司承运，机型为B737；1998年5月4日至6月4日，开通南通至青岛往返航线航班，由山东航空公司承运，机型为瑞典萨博SAAB340；1998年9月2日至11月5日，厦门航空公司使用B737客机开通南通-温州-厦门往返航线航班。
2003年11月实行属地化管理，次年5月24日江苏省政府正式将机场委托给南通市政府管理。
2005年6月20日，南通市政府委托南通众和控股有限公司（现更名为南通国有资产投资控股有限公司）作为机场出资人，同年12月底，原民航南通站经南通市工商局注册，更名为南通兴东机场有限公司，注册资本8000万元。
2014年5月28日，南通机场2号航站楼通过竣工验收。

## 未来发展
民航局于2009年3月20日下发了专题会议纪要[2009]第12期《研究南通兴东机场建设发展问题》，将南通兴东机场总体定位为上海国际航空枢纽的辅助机场。近期规划为国内中型机场，飞行区等级指标为4D，兼顾E类飞机的起降要求；中远期规划为大型机场，飞行区等级指标为E类。
具体定位为：
- 货运航空基地；
- 与上海国际航空枢纽优势互补的骨干支线机场、备降机场；
- 航空公司的飞行训练基地；
- 融入上海国际航空枢纽的一类开放口岸。预测2015年旅客吞吐量达到150万次、货邮吞吐量3.5万吨；2020年旅客吞吐量达到450万人次、货邮吞吐量7.5万吨。

## 航站楼
南通机场2号航站楼建筑面积8300多平方米，按保障国际航班的流程设计建设，楼内设有全套联检设施，于2014年5月28日通过竣工验收，6月17日通过民航专业验收。

## 航空公司與航點

### 境內航線
| 航空公司     | 目的地 |
| ------------ | --- |
| 东海航空     | 北京/大興、重庆、贵阳、青岛、长沙、成都/天府、昆明、桂林、烟台、天津、深圳（经南昌）、珠海（经泉州）、乌鲁木齐（经郑州）、西宁（经郑州）、兰州（经郑州）、三亚（经停长沙）、海口（经停长沙） |
| 深圳航空     | 深圳、北京/首都、天津、广州、沈阳、哈爾濱、成都/天府、三亚、青岛、大连、泉州、西安、厦门、珠海                                                                                               |
| 河北航空     | 北京/大興、石家庄、温州 |
| 瑞丽航空     | 沈阳、昆明、太原 |
| 中国国际航空 | 北京/首都、成都/天府 |
| 昆明航空     | 重庆、昆明（经停重庆） |
| 四川航空     | 成都/天府（经停武汉） |
| 福州航空     | 福州、太原 |
| 春秋航空     | 烟台、揭阳 |
| 西藏航空     | 绵阳、拉萨 |
| 多彩贵州航空 | 贵阳（经停黃山） |
| 长安航空     | 银川（经停汉中） |
| 中国南方航空 | 广州 |
| 中国东方航空 | 长沙 |
| 吉祥航空     | 大连 |

### 港澳台/國際航線
| 航空公司   | 目的地                |
| ---------- | --------------------- |
| 深圳航空   | 香港、澳門、大阪/關西 |
| 四川航空   | 萬象、吉隆坡          |
| 九元航空   | 萬象（季節性）        |
| 柬埔寨航空 | 金邊                  |